# Trattato di Fontainebleau (1814)

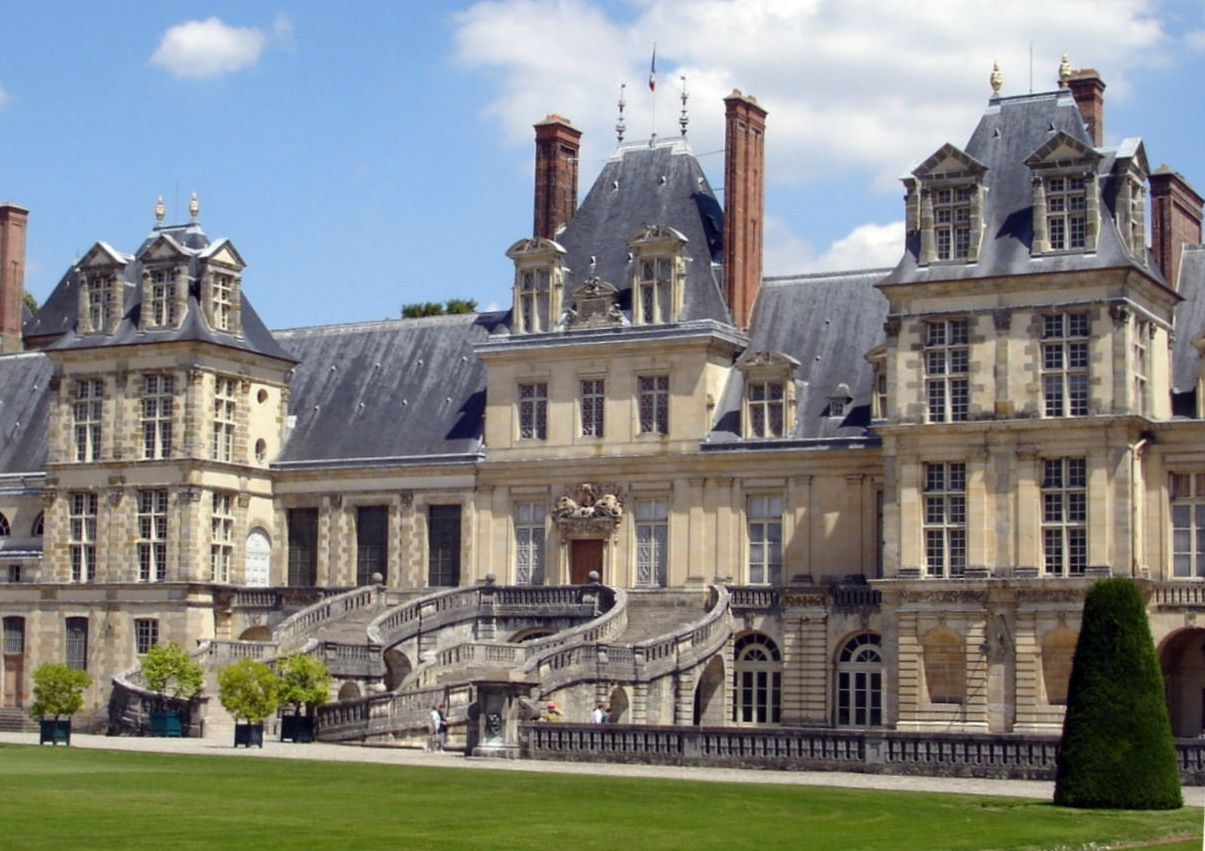
Facciata del castello di Fontainebleau

Il trattato di Fontainebleau del 1814 sancì la sconfitta di Napoleone Bonaparte quale imperatore dei francesi, dopo le pesanti sconfitte subite nella guerra della sesta coalizione e l'invasione della Francia da parte delle truppe delle potenze alleate d'Austria, di Russia e di Prussia con la campagna dei sei giorni e con le successive vicende belliche, le quali videro la schiacciante supremazia delle forze della coalizione e l'occupazione della capitale francese.
L'oggetto delle trattative era la modalità di uscita di scena di Napoleone Bonaparte come imperatore di Francia e la sua collocazione futura. Nonostante la denominazione, le trattative si svolsero a Parigi fra gli esponenti delle forze coalizzate ed i rappresentanti di Napoleone. Fontainebleau diede storicamente il nome al trattato poiché il primo interessato rimase nell'omonimo castello per tutto il tempo delle trattative e fu in quel luogo che egli vi pose fine sottoscrivendo il testo che gli era stato sottoposto, così come era stato approvato dalle potenze vincitrici e dai rappresentanti dell'imperatore di Francia.

## Fine della guerra e resa: il trattato
Dopo che seppe della sua destituzione, proclamata dal senato parigino, della formazione di un governo provvisorio presieduto da Talleyrand, del tradimento del generale Marmont ed infine della capitolazione di Parigi autorizzata dal luogotenente generale dell'impero, il fratello Giuseppe, Napoleone si decise, il 4 aprile 1814, per la resa.
Egli incaricò per la trattativa i marescialli di Francia Michel Ney ed Étienne Jacques Joseph Alexandre Macdonald ed il generale Caulaincourt, inviati a Parigi con la disposizione di trattare la sua abdicazione in favore del giovane figlio Napoleone Francesco Giuseppe Carlo, re di Roma, che Napoleone aveva avuto dalla seconda moglie, Maria Luisa, al momento ancora Imperatrice, con questo messaggio affidato ai suoi ministri plenipotenziari:
(La correspondence de Napoléon Ier, vol 27º, n. 21555, p. 358)

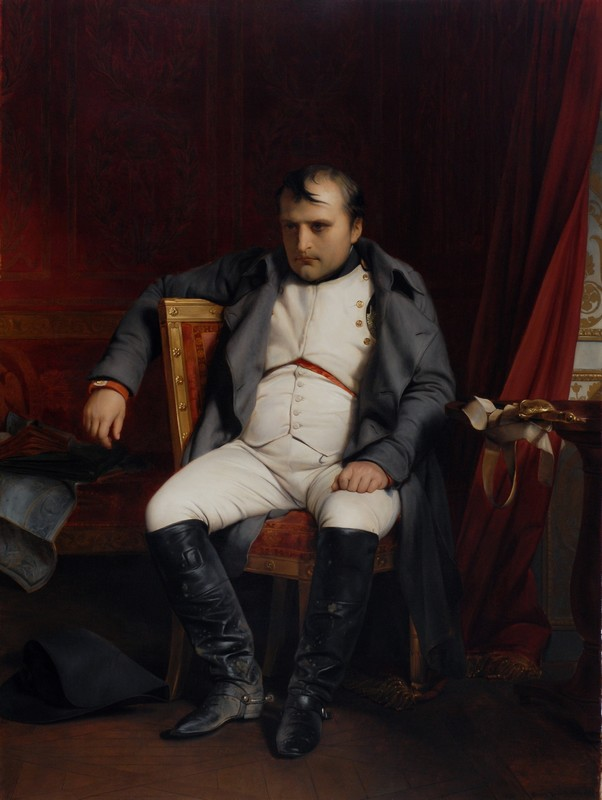
Paul Delaroche, Napoleone a Fontainebleau il 31 marzo 1814, Museo delle Belle Arti di Lipsia

Gli alleati furono tuttavia irremovibili: l'abdicazione doveva essere incondizionata. Così, dopo trattative durate ancora un paio di giorni, si giunse ad una conclusione: in cambio della sua abdicazione, Napoleone sarebbe diventato sovrano dell'isola d'Elba, trasformata in principato, con una rendita annua, versatagli dal nuovo governo francese, di due milioni di lire francesi (delle quali un milione reversibile alla consorte Maria Luisa) mentre la consorte Maria Luisa sarebbe diventata duchessa di Parma con diritto di successione per il figlio. Il testo concordato venne sottoposto a Napoleone a Fontainebleau, che lo firmò il 6 aprile con quest'altre parole:
(La correspondence de Napoléon Ier, vol 27º, n. 21558, p. 361)